# چارقاط
چارقاط (به لاتین: Charghat) یک منطقهٔ مسکونی در بنگلادش است که در ناحیه راج‌شاهی واقع شده‌است. چارقاط ۱۶۴٫۵۲ کیلومتر مربع مساحت و ۱۶۳٬۸۶۲ نفر جمعیت دارد.